# حاسوب الوسائط المتعددة
حاسوب الوسائط المتعددة هو جهاز حاسوب محسِّن للحصول على أداء عالٍ في الوسائط المتعددة، مما يتيح تجربة ثرية للوسائط المتعددة.
وتفتقر أجهزة الحاسوب المنزلية البدائية إلى الطاقة وسعة التخزين المهمّين للوسائط المتعددة الحقيقية. وحققت الألعاب المخصصة لهذه الأنظمة، جنبًا إلى جنب مع المشهد التجريبي، تطورًا عاليًا وصقلًا تقنيًا، باستخدام رسوم بسيطة وصوت رقمي فقط.
ويعد أميجا 1000 منتَج شركة كومودور إنترناشونال أول حاسوب وسائط متعددة. نسخة محفوظة 7 أبريل 2007 على موقع واي باك مشين. وساعدت رسوماته المتحركة الرائدة، ورسوماته البيانية وتكنولوجياته الصوتية على ازدهار محتوى الوسائط المتعددة. وأظهرت العروض التجريبية الشهيرة مثل بوينغ بول . على يوتيوب وشاجلر . على يوتيوب قدرات أميغا. ولاحقًا، قامت سلسلة أتاري إس تي وآبل ماكنتوش 2 بتوسيع المفهوم، حيث تم دمج مخرج إم آي دي آي (MIDI) في الأتاري، وأصبح أول حاسوب ذي ذاكرة وصول عشوائي تبلغ 1 ميغابايت بتكلفة أقل من 1000 دولار أمريكي، وهو حد أدنى حقيقي لمحتوى الوسائط المتعددة، وكان ماكنتوش أول حاسوب قادر على عرض رسومات الصور الحقيقية، بالإضافة إلى دمج محرك سي دي-روم، والذي اتسم بسعته العالية لتقديم محتوى الوسائط المتعددة في فترة ما قبل الإنترنت.
ولم تكن قدرات الوسائط المتعددة شائعة على أجهزة حاسوب أي بي إم بي سي كومباتيبل حتى ظهور ويندوز 3 ومعايير إم بي سي في أوائل التسعينيات. وصُنعَت أجهزة الحاسوب الأولي لتكون آلات «هامة» للعمل، ولم تكن الرسومات الملونة والقدرات الصوتية القوية من الأولويات. كما عانت الألعاب القليلة المتاحة حينها من بطء أجهزة الفيديو، وصوت سماعة الحاسوب ولوحة ألوان محدودة التنوع، عند مقارنتها بمثيلاتها الحالية. غير أنه عندما غزت أجهزة الحاسوب الأسواق المحلية في أواخر الثمانينيات، نشأت صناعة مزدهرة لتجهيز أجهزة الحاسوب للاستفادة من أحدث تقنيات الصوت والرسوم البيانية والرسوم المتحركة. و سرعان ما أصبحت سلاسل كريتيف وساوند بلاستر لبطاقات الصوت، بالإضافة إلى بطاقات الفيديو التي تنتجها شركات آتي، ونفيديا وماتروكس معدات أساسية لمعظم أجهزة الحاسوب المباعة.
تمتلك معظم أجهزة الحاسوب اليوم خصائص جيدة للوسائط المتعددة، ومزودة بوحدات معالجة مركزية أحادية أو ثنائية النواة تعمل على 3 جيجاهيرتز أو أسرع، وذاكرة وصول عشوائي تبغ 1 جيجابايت على الأقل، أو بطاقة فيديو تبلغ سعتها 128 ميغابايت أو أعلى، وبطاقة مضبط التلفاز. تتضمن بطاقات الرسومات البيانية الشائعة بطاقات نفيديا جي فورس أو بطاقات أيه تي آي راديون. وتمثل برامج إنتل فيف، ومايكروسوفت ويندوز إكس بي ميديا سنتر إيديشن بعض المنتجات العصرية التي تختص بحوسبة الوسائط المتعددة.
وفي الآونة الأخيرة، أصبحت الأجهزة ذات الأداء العالي أكثر تطورًا، وتتواجد قدرات أجهزة الحاسوب ذات الوسائط المتعددة في أجهزة الهاتف المحمول مثل آي فون أبل (Apple iPhone) ونوكيا سلسلة إن (Nokia Nseries)، وتضم جودة فيديو دي في دي، والكاميرات فئة الميجابكسل، ومتصفحًا ذا خصائص متكاملة، ومشغلات موسيقى وفيديو، وبودكاستات، ومدونات، وكذلك إمكانيات البريد الإلكتروني، والرسائل الفورية، والاتصال عبر الإنترنت (في أو آي بي). تعمل الأجهزة متعددة الإشارات على توفير اتصال لاسلكي واسع المجال، بما في ذلك على سبيل المثال WCDMA/HSDPA وWLAN/Wifi. وقد تم أيضًا تزويدها بأجهزة استقبال نظام تحديد المواقع العالمي (GPS) وتطبيقات الخرائط، مما يوفر قدرات جديدة لخدمات معرفة المواقع. كما أن أجهزة الفئة إن قابلة للتوسع، مما يسمح بإضافة تطبيقات متعددة ومحتوى للوسائط المتعددة.